# Ferndale (Kalifornia)
Ferndale − miasto w Stanach Zjednoczonych, w stanie Kalifornia, w hrabstwie Humboldt. Według spisu ludności przeprowadzonego przez United States Census Bureau w roku 2010, w Ferndale mieszka 1371 mieszkańców.